# Huug van Tienhoven
Huug van Tienhoven (1958) is een Nederlands acteur. Hij speelde in diverse films en series, waaronder Storm: Letters van Vuur, De bende van Sjako en Dokter Deen.

## Levensloop
Van Tienhoven maakte zijn acteerdebuut in februari 2003 als het personage Hendrik IJzermans in de speelfilm De arm van Jezus. Hierna speelde hij door de jaren heen mee in verschillende films, waaronder Het zwijgen, Code M en Bankier van het verzet.
Vier jaar na zijn filmdebuut maakte Van Tienhoven op 12 april 2007 zijn debuut als televisie-acteur in de televisieserie Van Speijk. In de jaren die volgden speelde Hoogenboom diverse rollen in meerdere televisieseries, waaronder Raveleijn,  De geheimen van Barslet en A'dam - E.V.A..

## Filmografie

### Film
- 2003: De arm van Jezus, als Hendrik IJzermans
- 2004: Alice (in Rotterdam), als man met bril
- 2006: Het zwijgen, als veerman
- 2007: Schemeren, als manager geitenvrouw
- 2009: Sinterklaasjournaal: De Meezing Moevie
- 2010: Sint, als dorpshoofd
- 2011: Circus 3D, als Bilardo
- 2011: Mina Moes, als fotograaf
- 2013: Midden in de winternacht, als patiënt
- 2014: T.I.M., als monteur
- 2015: In de schaduw van de tijd, als doodgraver
- 2015: Code M, als priester
- 2016: Messias, als bisschop assistent
- 2017: Storm: Letters van Vuur, als verkoper
- 2018: Bankier van het verzet, als magere man

### Televisie
- 2007: Van Speijk, als Otto de Wit
- 2008: Flikken Maastricht, als dakloze man
- 2010: Marjolein en het geheim van het slaapzand, als vader van Vincent
- 2010-2011: De bende van Sjako, als Hoofdregent
- 2011: Raveleijn
- 2011: De geheimen van Barslet, als kastelein
- 2012-2018: Dokter Deen, als Gerrit Geels
- 2016: A'dam - E.V.A., als boer